# Carl M. Bender
Carl M. Bender (nacido en 1943) es un matemático aplicado y físico matemático estadounidense. Se desempeña como catedrático distinguido de física Wilfred R. y Ann Lee Konneker en la Universidad Washington en San Luis. También ocupa cargos conjuntos como profesor de física en la Universidad de Heidelberg y profesor invitado de matemáticas aplicadas y física matemática en el Imperial College London.
Alcanzó prominencia inicial en las ciencias por su trabajo sobre métodos perturbativos y no perturbativos en la teoría cuántica de campos. Posteriormente descubrió la importancia de la simetría del tiempo de paridad (PT) en los sistemas cuánticos no hermitianos. Su trabajo influyó en importantes avances de la física, particularmente la optica.

## Biografía

### Primeros años
Nació en el seno de una familia de físicos; es hijo de Alfred Bender, quien enseñó física a Julian Schwinger en Townsend Harris High School. Schwinger escribió sobre Alfred Bender:

Tomé mi primer curso de física en la preparatoria. Ese instructor mostró una paciencia ilimitada al responder mis interminables preguntas sobre física atómica, una vez finalizado el período de clase. Aunque lo intento, no puedo estar a la altura de ese elevado estándar.

En una notable coincidencia, su tío, Abram Bader, enseñó física a Richard Feynman en Far Rockaway High School. Feynman escribió sobre Bader:

Cuando estaba en la preparatoria, mi profesor de física, cuyo nombre era Sr. Bader, me llamó un día después de la clase de física y me dijo: 'Pareces aburrido; Quiero contarte algo interesante”. Luego me dijo algo que encontré absolutamente fascinante y, desde entonces, siempre me ha parecido fascinante.

Schwinger y Feynman, junto con Tomonaga, compartirían el mismo Premio Nobel en 1965 por su trabajo en electrodinámica cuántica (QED).
Recibió su licenciatura en 1964 en la Universidad Cornell, donde se graduó summa cum laude y con distinción en todas las materias y fue elegido residente de la Telluride House. Allí, también se convirtió en miembro honorario de Phi Beta Kappa y Phi Kappa Phi. Obtuvo su maestría y doctorado en física por laUniversidad de Harvard en 1965 y 1969, respectivamente, donde se formó con los físicos Sidney Coleman y Tai-Tsun Wu. Fue académico visitante en el Instituto de Estudios Avanzados de la Universidad de Princeton entre 1969 y 1970.

### Carrera
Obtuvo un puesto docente en el Departamento de Matemáticas del Instituto Tecnológico de Massachusetts en 1970, donde fue asistente y luego profesor asociado. En 1977, se trasladó a la Universidad Washington en San Luis, donde es profesor distinguido de física Wilfred R. y Ann Lee Konneker. Ha sido consultor científico del Laboratorio Nacional de Los Álamos desde 1979 y también ha ocupado cargos conjuntos y/o visitantes en el Imperial College London, la Universidad de la City de Londres, el King's College London, Technion y la Universidad de Heidelberg.
Ganó el Premio a la Enseñanza del Consejo de Estudiantes Graduados del MIT y en 1983 ganó el Premio Gargoyle por la enseñanza de estudiantes universitarios en la Universidad de Washington. Entrenó al equipo de competencia de matemáticas de Putnam de la Universidad de Washington, que tuvo muchas actuaciones entre los cinco primeros bajo su liderazgo. También presidió la beca Arthur Holly Compton en el comité de selección de Ciencias Físicas y Matemáticas, que distribuye más de 1,2 millones de dólares en becas a futuros estudiantes universitarios cada año. Ha dado frecuentemente charlas públicas sobre una serie de áreas que incluyen la mecánica cuántica, la teoría cuántica de campos, los agujeros negros, el calentamiento global, el ruido de los truenos y la física teórica. Es un experto en teorías de campos cuánticos de dimensiones inferiores, a las que se refiere como "física cuántica al estilo rural".

## Investigación
Ha publicado más de 340 artículos sobre física, matemáticas y géiseres. Inicialmente centró su investigación en métodos de aproximación para la física teórica. Hizo numerosos avances en estos temas, incluida la aclaración de las divergencias debidas a las singularidades de Bender-Wu, el desarrollo de nuevas técnicas perturbativas y no perturbativas y fue pionero en el uso de la expansión delta. Su libro escrito junto a Steven Orszag sobre métodos asintóticos y teoría de la perturbación, Métodos matemáticos avanzados para científicos e ingenieros, fue descrito una vez por el físico Nigel Goldenfeld como "simplemente el mejor libro en matemáticas aplicadas". En 1998, él y su estudiante de posgrado Stefan Boettcher descubrieron la importancia de la simetría del tiempo de paridad (PT) en la teoría cuántica no hermitiana, lo que condujo a avances en muchas disciplinas aplicadas.

## Premios y honores
Ganó una beca Guggenheim en 2003 por su trabajo en la teoría de campos cuánticos de dimensiones inferiores. En 1978 fue elegido miembro de la Sociedad Estadounidense de Física y también es miembro del Instituto de Física del Reino Unido. En 2007 obtuvo la beca Ulam en el Centro de Estudios No Lineales del Laboratorio Nacional de Los Álamos. Recibió la beca Fulbright y la beca Lady Davis (profesor visitante) en 1995.
En 2017 fue galardonado con el Premio Dannie Heineman de Física Matemática, que otorgan conjuntamente la Sociedad Estadounidense de Física y el Instituto Estadounidense de Física. La mención del premio decía que ganó "por desarrollar la teoría de la simetría PT en sistemas cuánticos y sostener contribuciones fundamentales que han generado nuevas matemáticas profundas y creativas, impactado amplias áreas de la física experimental e inspirado a generaciones de físicos matemáticos".

## Publicaciones
- Carl M. Bender, Steven Orszag, Métodos matemáticos avanzados para científicos e ingenieros: métodos asintóticos y teoría de la perturbación, Springer, 1999, ISBN 978-0-387-98931-0
- Carl M Bender y Stefan Boettcher, "Espectros reales en hamiltonianos no hermitianos con simetría PT", Physical Review Letters 80, 5243 (1998).
- Carl M Bender, "Dar sentido a los hamiltonianos no hermitianos", Informes sobre el progreso en física 70, 947 (2007).
- Carl M Bender, PT Simetría: en física cuántica y clásica, World Scientific Publishing Company, 2018, ISBN 978-1-78634-595-0